# 异形鹤虱
异形鹤虱（学名：Lappula heteromorpha）是紫草科鹤虱属的植物，是中国的特有植物。分布在中国大陆的内蒙古等地，一般生长在撩荒地、田边和村旁，目前尚未由人工引种栽培。